# Paduniella maurya
Paduniella maurya är en nattsländeart som beskrevs av Schmid 1961. Paduniella maurya ingår i släktet Paduniella och familjen tunnelnattsländor. Inga underarter finns listade i Catalogue of Life.